# Копани (Барановичский район)
Копани́ (бел. Капані) — деревня в Барановичском районе Брестской области Белоруссии. Входит в состав Великолукского сельсовета. Население — 41 человек (2023). Увековечена в мемориальном комплексе «Хатынь».
Согласно топонимическому словарю, в основе именования деревни лежит существительное «копань» — карьер для добычи песка, глины. В то же время так иногда называют и поле, вскопанное под лопату.

## География
Площадь деревни — 0,4957 квадратных километра. Высота над уровнем моря — 182 метра. Копани расположены в 0,5 км к юго-востоку от Барановичей, к юго-западу от центра сельсовета, агрогородка Русино, а также в 1,5 км от железнодорожной станции «Русино». К северу от деревни протекает река Копань (правый приток реки Мутвица). Глубина водоносного горизонта — 33 метра.

## История
Деревня появилась в довоенный период на территории Польши. С 1939 года в составе БССР, с 12 октября 1940 года — в Новомышском районе Барановичской области. 8 января 1954 года вошла в состав Брестской области, с 8 апреля 1957 года — в Барановичском районе.
В период Великой Отечественной войны с конца июня 1941 года по июль 1944 года была оккупирована немецко-фашистскими захватчиками. В июле 1944 года оккупанты спалили деревню, уничтожив 14 дворов и 17 жителей. После войны восстановлена. До 22 марта 1962 года деревня входила в состав Лавриновичского сельсовета.

## Население
По состоянию на 1 января 2023 года в деревне проживал 41 человек в 17 хозяйствах, в том числе 7 моложе трудоспособного возраста, 28 — в трудоспособном возрасте и 6 — старше трудоспособного возраста. 
| Численность населения (по переписи) | Численность населения (по переписи) | Численность населения (по переписи) | Численность населения (по переписи) | Численность населения (по переписи) | Численность населения (по переписи) |
| 1940                                | 1959                                | 1970                                | 1999                                | 2009                                | 2019                                |
| ----------------------------------- | ----------------------------------- | ----------------------------------- | ----------------------------------- | ----------------------------------- | ----------------------------------- |
| 63                                  | ↗79                                 | ↘65                                 | ↘9                                  | ↗51                                 | ↗57                                 |